# 아리랑 2
《아리랑 2》(아리랑 그 후 이야기)는 한국에서 제작된 이구영 감독의 1930년 영화이다. 나운규 등이 주연으로 출연하였고 박정현 등이 제작에 참여하였다. 서울의 단성사 극장에서 초연되었다.

## 출연

### 주연
- 나운규
- 윤봉춘
- 임송서
- 남궁운

## 같이 보기
- 일제강점기
- 한국 영화